# Розановский, Александр
Александр Розановский — участник Великой Отечественной войны, офицер 143-й Конотопско-Коростенской стрелковой дивизии, командир дивизионной разведки.

## Биография
Боевой путь Александра Розановского начался из города Елец. Тогда молодой лейтенант возглавил взвод артиллерийской разведки.
В 1941 году он удивил командование дивизии своей храбростью, корректируя огонь орудий не из наблюдательного пункта и не в боевых порядках, а забравшись в тыл врага. 
Осенью 1943 года принимал участие в форсировании Днепра.

## Награды
- Награждён тремя орденами Отечественной войны, орденом Красной Звезды и медалями.

## Интересные факты
- На обошедших весь мир фотоснимках поверженного Рейхстага, имеется подпись: «Мы из Ельца». Её сделал офицер-разведчик 143-й Конотопско-Коростенской стрелковой дивизии — Александр Розановский. По другим данным эту надпись сделал гвардии сержант Борис Сидельников[1].

- Розановский явился прообразом лейтенанта Травкина в повести Эммануила Казакевич «Звезда».